# Deurer & Kaufmann
Deurer & Kaufmann war ein deutscher Hersteller von Automobilen.

## Unternehmensgeschichte
Das Unternehmen aus Hamburg-Barkhof begann 1911 mit der Produktion von Automobilen. Der Markenname lautete Deka. 1914 endete die Produktion. Eine Verbindung zum Schiffsbauunternehmen gleichen Namens ist nicht bekannt.

## Fahrzeuge
Das Unternehmen stellte Kleinwagen her.